# François Gabriel Boisseau
 (janvier 2017).
Pour les articles homonymes, voir Boisseau (homonymie).
François Gabriel Boisseau (Brest, le 12 octobre 1791 – Metz, le 2 janvier 1836) est un officier de santé des armées, docteur en médecine de la faculté de Paris, considéré comme l'un de des meilleurs écrivains en médecine de son époque.

## Biographie
Tout jeune encore, François Gabriel Boisseau servit dans l'armée d'Espagne en qualité de sous-aide, et fit les campagnes de 1810, 1814 et 1812. En 1813, il fut attaché au même titre, aux ambulances de la vieille garde impériale. Retenu prisonnier avec la garnison de Dresde, il revit la France en 1814, prit part au drame sanglant des Cent-Jours, puis, entra comme sous-aide, au Val-de-Grâce, après le désastre de Waterloo. Replacé sur les bancs d'où la guerre l'avait arraché au sortir de l'enfance, il reprit avec l'ardeur la plus vive ces fortes études médicales qui devaient lui procurer une estime méritée. En 1817, il remporta des prix au Val-de-Grâce, et, le 8 août de la même année, il obtint le titre de docteur. Sa dissertation inaugurale sur les Classifications en médecine, révélait déjà cet esprit judicieux et cette finesse d'analyse qui, depuis, caractérisèrent tous ses écrits. Bientôt après, quoiqu'il ne fût encore qu'élève, il prit une part active et féconde à la polémique animée que souleva la révolution médicale introduite par Broussais. Également opposé aux exagérations des novateurs irréfléchis et à la résistance qu'opposaient les partisans des doctrines anciennes, il saisit avec une rare sagacité le vrai point du débat, et l'envisagea sous toutes ses faces, dans un grand nombre d'articles critiques et analytiques insérés, sous le voile de l'anonyme, dans divers recueils de médecine, articles que l'on attribua dans le temps aux plus hautes notabilités médicales, tant l'auteur se faisait remarquer par ses vues larges, sa clarté d'exposition, sa vigueur de logique et son style, tout à la fois vif, facile et spirituel. De 1817 à 1829, il fut le principal rédacteur du Journal universel des sciences médicales, fondé en 1816 par Regnault. Il a été l'un des rédacteurs de la Biographie médicale (1820-1825, 7 vol. in-8o), dans laquelle il a donné un grand nombre de notices biobibliographiques, parmi lesquelles on remarque celles sur Achillini, Bichat, Bordeu, Bouvard, Broussais, Chirac, Cullen, Fernel, Hoffmann, Morgagni, Pinel, Sauvages, Sydenham, etc. II a été aussi l'un des rédacteurs du Dictionnaire abrégé des sciences médicales (Paris, 1821-1826, 15 vol. in-8o), pour lequel il a fait tous les articles de pathologie médicale. II a fourni un certain nombre d'articles au Dictionnaire des termes de médecine, chirurgie, etc. (1823) ; l'article Nostalgie à l’Encyclopédie méthodique ; d'autres articles à l’Encyclopédie moderne, au Journal hebdomadaire ; des mémoires au Recueil de mémoires de médecine, de chirurgie et de pharmacie militaires, etc.
À ces productions fugitives, Boisseau joignit bientôt des travaux plus sérieux et de plus longue haleine : la Pyrétologie physiologique (1823), parvenue à sa quatrième édition, et la Nosographie organique (1828-1830), ouvrage consciencieux, qui aurait suffi autrefois, dit Bégin, pour assurer une immortalité médicale. Ennemi de toute intrigue et de tout industrialisme littéraire ou scientifique, Boisseau ne pactisa jamais avec ses convictions, et satisfait de la position, malheureusement précaire, que son labeur quotidien procurait à sa famille, il ne prostitua jamais sa plume ni à la flatterie ni à la complaisance. Un si noble caractère était peu propre à lui frayer la voie des honneurs et des emplois. L'heure de la justice sonna enfin pour lui après la révolution de 1830. Revendiqué alors par l'armée, il fut nommé, sans sollicitation aucune, professeur et médecin-adjoint à l'hôpital militaire d'instruction de Metz. C'est là que succomba prématurément, le 2 janvier 1836, à une affection cérébrale occasionnée par l'excès et la continuité du travail, une des illustrations de la France médicale, et en particulier du corps des officiers de santé militaires. Boisseau comptait alors vingt et une années de services, dont sept campagnes. Tout entier à la science et à ses amis, qui invoquaient souvent ses conseils, sa coopération même, il avait négligé la fortune, et laissé dans la plus profonde détresse une veuve et trois enfants. Une souscription ouverte parmi les médecins et les officiers de santé de l'armée, souscription dont l'initiative appartient à Bégin, a pu seule assurer les moyens de donner aux fils de Boisseau une éducation qui leur permette de porter honorablement le nom de leur père. Boisseau était chevalier de la Légion d'honneur, secrétaire-général de la Société médicale d'émulation de Paris, membre de l'Académie royale de médecine de Paris, de celle de Madrid, des Sociétés académiques et médicales de Louvain, Marseille, Metz et Tours.

## Œuvres
- Notice sur les écrits de J. Feyjoo Monténégro, moine espagnol du XVIIIe siècle. Imp. dans le Journal universel des sciences médicales, t. VI, 1817.
- Réflexions sur la nouvelle doctrine médicale, ibid., t. VII, VIII, X et XI, 1817.
- Considérations générales sur les classifications en médecine. Paris, imp. de Didot jeune, 1817, in-4°.
- Réflexions sur les principes généraux de Paul-Joseph Barthez. (Extr. du Dict. abr. des Sciences médic. ). Paris, 1819, in-8o.
- Notice sur E. Darwin. (Extr. de la Biographie médicale) Paris, 1821, in-8o, tirée à petit nombre.
- Recherches historiques et Considérations générales sur les fièvres. (Extr. du Dict. abr. des Sciences médic.) Paris, Baillière, 1822, in-8o.
- Inductions physiologiques et pathologiques sur les différentes espèces d'excitabilité et d'excitement, sur l'irritation et sur les puissances excitantes, débilitantes et irritantes, par Luigi Rolando, professeur royal d'Anatomie en Université royale de Turin ; trad. de l'italien, avec une introduction et des notes, dans lesquelles la doctrine médicale est mise en parallèle avec la doctrine physiologique française, par A.-J.-L. Jourdan et F. G. Boisseau, etc. Paris Caille et Ravier, 1822, in-8o, avec quatre tableaux imp.
- Pyrétologie physiologique, ou Traité des fièvres considérées dans l'esprit de la nouvelle doctrine médicale. Paris, 1823, in-8o, IVe édition, revue et augmentée. Paris, J.-B. Baillière, 1831, in-8o. C'est un tableau détaillé et raisonné des fièvres essentielles, dans lequel sont comparées les anciennes théories des fièvres à celle que leur a opposée dernièrement la médecine physiologique. « Dans ce travail, le docteur Boisseau a montré combien était féconde en résultats heureux l'application de la physiologie à l'étude des fièvres, et dans quelles erreurs sont tombés les pyrétographes qui l'ont précédé, pour l'avoir négligée. Aussi est-ce toujours en tenant compte de la condition physiologique des fonctions, qu'il fait connaître, avec autant d'ordre que d'exactitude, les diverses nuances des irritations fébriles, et qu'il discute la valeur des phénomènes morbides, en même temps qu'il tâche d'indiquer à quelle lésion d'organe ils appartiennent et de quelle cause ils sont l'effet. Ce n'est jamais qu'après avoir déterminé le siège et la cause de telle espèce de fièvre admise par les auteurs, qu'il établit le mode de traitement qui lui est le mieux approprié. En général, tout ce qui se rattache à l'étude des fièvres a été traité par Boisseau avec le plus grand soin. La Pyrétologie physiologique est d'ailleurs l'expression de la nouvelle doctrine médicale française. » (Georget, Revue encyclop., t. XVII, p. 601).
- Avec Jourdan, Notice historique et critique sur la vie, les écrits et la doctrine d'Hippocrate. (Extrait de la Biogr. méd. ) Paris, 1823, in-8o, Notice tirée à petit nombre.
- Sur la Nature et le Traitement de la Goutte. Paris, J.-B. Baillière, 1823, in-8o.
- Inflammation (de l') (Extr. du Dict. abr. des Sciences médic.) Baillière, 1824, in-8o.
- Nosographie organique, ou Traité complet de Médecine pratique. Paris, J. B. Baillière, 1823-1830, 4 forts vol.  in-8o. « Cet ouvrage, dit Rigollot, docteur-médecin (Revue encycl., 1828, p. 701), fait d'après les vues étroites d'une théorie exclusive, est écrit d'un ton dogmatique et sentencieux ; et l'auteur, que de meilleures productions avaient fait connaître d'une manière avantageuse, n'y épargne pas les imputations contre les médecins qui se dirigent dans leur pratique d'après d'autres principes que les siens ». À ce jugement, acerbe dans la forme et plus que sévère au fond, nous opposerons celui déjà cité de Bégin et l'opinion suivante de M***, rapportée par Quérard : « L'introduction de la physiologie dans la pathologie, le rappel à l'étude des organes, la découverte des signes de la gastro-entérite, le renversement des fièvres essentielles, enfin, la révolution opérée par Broussais dans la science et dans la pratique médicale, faisaient vivement désirer une nouvelle nosographie, où l'état des connaissances médicales actuelles fut exposé avec méthode, avec clarté. Telle est la tâche que s'est imposée Boisseau, auteur de la Pyrétologie physiologique, dont quatre éditions attestent le succès. Versé dans l'étude de la médecine antique, disciple indépendant du réformateur, il s'est proposé de tracer un tableau exact et complet des causes et des signes des maladies considérées dans les organes, d'unir les vérités anciennes aux vérités nouvelles, de présenter les véritables indications thérapeutiques dans chaque affection ; en un mot, de résumer, dans l'intérêt des étudiants et des praticiens, l'état présent de la pathologie, de la thérapeutique médicale. »
- Traité médico-chirurgical de l'inflammation, par John Thomson (en), trad. de l'anglais, sur la 3e édition, avec des notes, par A.-J.-L. Jourdan et F.-G. Boisseau. Paris, J.-B. Baillière, 1827, in-8o.
- Notice sur M. le professeur Chaussier. Paris, de l'imprim. de Thuau, 1828, in-4°.
- Traité du Choléra-Morbus, considéré sous le rapport médical et administratif, ou Recherches sur les symptômes, la nature et le traitement de cette maladie, et sur les moyens de l'éviter ; suivi des instructions concernant la police sanitaire, publiées par ordre du gouvernement. Paris, Baillière, 1831, in-8o.

### Éditions
- Robinson Crusoé (de Daniel de Foé ), trad. de l'anglais, entièrement revue et corrigée (par le docteur Boisseau). Paris, Crevot, 1825, 2 vol.  in-12, avec titres gravés et fig. (10 fr. sur pap. vélin, fig. avant la lettre, 16 fr. ; et 2 vol.  in-8o sur pap. gr. raisin, 18 fr. ; sur pap. gr. raisin superfin, fig. avant la lettre, et eaux fortes, in-4°, sur papier de chine, 60 fr. )
- Œuvres de médecine pratique de Pujol, avec une notice sur la vie et les travaux de l'auteur, et des additions (de l'éditeur). Paris, 1823. 4 vol. in-8o.
- Anatomie pathologique, dernier cours de Xavier Bichat, d'après un manuscrit autographe de P.-A. Béclard, avec une Notice sur la vie et les travaux de Bichat, par l'éditeur. Paris, J.-B. Baillière, in-8o, avec 5 planches.
- De la Santé des gens de lettres, par S.-A.-D. Tissot, nouv. édit., augmentée d'une Notice sur l'auteur et de notes. Paris, J.-B. Baillière, 1825, in-18.